# RIZIN男祭り
RIZIN男祭り（ライジン おとこまつり）は、日本の総合格闘技団体「RIZIN」の大会の一つ。
2025年5月4日に東京都文京区東京ドームで開催された。

## 概要
RIZINの中の特別な大会としての位置付けの『RIZIN男祭りシリーズ』の第1回目の大会。
RIZIN2度目となる東京ドームで開催。
メインイベントでは王者クレベル・コイケに挑戦者ラジャブアリ・シェイドゥラエフが挑戦し、シェイドゥラエフが1RKO勝ちで王座獲得に成功。セミファイナルでは、昨年7月に超RIZIN.3で平本蓮に敗北し引退を宣言した朝倉未来が引退を撤回し、前RIZINフェザー級王者の鈴木千裕と対戦、朝倉が3RにドクターストップでTKO勝ちを収めた。また、RIZIN旗揚げ以来10年ぶりにRIZINのヘビー級ファイターによるトーナメント『RIZIN WORLD GP 2025 ヘビー級トーナメント』が開催され、開幕戦となる1回戦が行われた。
なお、当初の発表では大会名はTHE MATCH 2であり、メインイベントで超RIZIN.3で対戦した平本蓮と朝倉未来が再戦予定だったが、平本の右肩の外傷性肩関節不安定症により全治6か月と診断され試合中止となった。それに併せて2025年3月7日に大会名も『RIZIN男祭り』に変更された。
特別ゲストとして元RIZINライトヘビー級王者のイリー・プロハースカ、アレックス・ペレイラなどのUFC元王者やPRIDE GP 2000王者のマーク・コールマンが参加するなど、豪華ゲストで開催された。また、Bellator二階級制覇王者のライアン・ベイダーがリングに登壇し、大晦日にヘビー級トーナメントの優勝者とベイダーがRIZIN初代ヘビー級王座を賭けて対戦することが発表された。
入場者数は42,706人と、2021年6月13日に同じく東京ドームでコロナ禍による入場規制を敷いた上で行われたRIZIN.28の9,731人を大きく上回りRIZINにおける同地での大会としては最多記録となり、2024年7月28日にさいたまスーパーアリーナのスタジアムモードで行われた超RIZIN.3の48,117人に次ぐ2番目の記録となった。

## 対戦カード

### オープニングファイト
第1試合 キックボクシングルール 57.5kg契約ワンマッチ 3分3R
×  赤平大治 vs.  橋本楓汰 ○
3R終了 判定0-3
第2試合 MMA特別ルール 66.0kg契約ワンマッチ 5分2R
×  上田貴央 vs.  ヴィニシウス ○
2R終了 判定0-3
第3試合 MMA特別ルール 75.0kg契約ワンマッチ 5分2R
×  佐々木大 vs.  中谷優我 ○
2R終了 判定0-3

### 本戦
第1試合 MMAルール 57.0kg契約ワンマッチ 5分3R
○  平本丈 vs.  田丸辰 ×
3R終了 判定3-0
第2試合 MMAルール 57.0kg契約ワンマッチ 5分3R
○  山本アーセン vs.  冨澤大智 ×
2R 1:24 リアネイキッドチョーク
第3試合 キックボクシングルール 63.0kg契約ワンマッチ 3分3R
○  朝久泰央 vs.  ウザ強ヨシヤ ×
2R 1:16 TKO（左ハイキック）
第4試合 MMAルール 57.0kg契約ワンマッチ 5分3R
×  ジョン・ドッドソン vs.  征矢貴 ○
3R終了 判定0-3
第5試合 MMAルール 57.0kg契約ワンマッチ 5分3R
○  ヒロヤ vs.  篠塚辰樹 ×
1R 2:11 TKO（パウンド）
第6試合 MMAルール 61.0kg契約ワンマッチ 5分3R
○  ダニー・サバテロ vs.  太田忍 ×
3R 0:20 TKO（パウンド）
第7試合 MMAルール 71.0kg契約ワンマッチ 5分3R
○  中村大介 vs.  桜庭大世 ×
2R 2:01 腕ひしぎ十字固め
第8試合 MMAルール 59.0kg契約ワンマッチ 5分3R
○  神龍誠 vs.  伊藤裕樹 ×
3R終了 判定3-0
第9試合 スタンディングバウト特別ルール 98.0kg契約 3分3R
△  皇治 vs.  シナ・カリミアン △
3R終了 判定なし ドロー
第10試合 MMAルール 120.0kg契約 5分3R
RIZIN WORLD GP 2025 ヘビー級トーナメント 1回戦
○  マレク・サモチュク vs.  ダニエル・ジェームス ×
3R終了 判定3-0
※サモチュクがトーナメント準決勝進出。ジェームスが前日計量で契約体重を0.8kgオーバーしたため、ジェームスにレッドカードによる減点（減点50）のペナルティが与えられた。また超過体重が1.0kg未満のため、ノーコンテストルールを適用せずに試合を実施。
第11試合 MMAルール 120.0kg契約 5分3R
RIZIN WORLD GP 2025 ヘビー級トーナメント 1回戦
×  スダリオ剛 vs.  ジョゼ・アウグスト ○
3R終了 判定0-3
※アウグストがトーナメント準決勝進出。
第12試合 MMAルール 120.0kg契約 5分3R
RIZIN WORLD GP 2025 ヘビー級トーナメント 1回戦
○  上田幹雄 vs.  シビサイ頌真 ×
1R 1:03 KO（ローキック）
※上田がトーナメント準決勝進出。
第13試合 MMAルール 66.0kg契約ワンマッチ 5分3R
○  萩原京平 vs.  西谷大成 ×
1R 3:36 KO（左フック→パウンド）
第14試合 MMAルール 66.0kg契約ワンマッチ 5分3R
×  高木凌 vs.  秋元強真 ○
3R終了 判定0-3
第15試合 MMAルール 66.0kg契約ワンマッチ 5分3R
○  朝倉未来 vs.  鈴木千裕 ×
3R 1:56 TKO（ドクターストップ:カットでの出血）
第16試合 MMAルール 66.0kg契約 5分3R
RIZINフェザー級タイトルマッチ
×  クレベル・コイケ vs.  ラジャブアリ・シェイドゥラエフ ○
1R 1:02 KO（右フック→パウンド）
※シェイドゥラエフが第7代王座獲得に成功。

### カード変更
カード変更は以下の通り。
- 平本蓮 vs. 朝倉未来 →平本の外傷性肩関節不安定症により全治6か月のため試合中止。
- イズラムベック・ベクティベック・ウルー vs. アレクサンダー・ソルダトキン→イズラムベックの半月板損傷により全治2ヶ月と診断されたため棄権し試合中止。その後、プリンス・アウンアラーがイズラムベックの代役として出場しRIZIN LANDMARK 11にスライドされる形でヘビー級トーナメント1回戦の延期試合を実施。

## ヘビー級トーナメント 組み合わせ表
|  | 1回戦 RIZIN男祭り RIZIN LANDMARK 11 | 1回戦 RIZIN男祭り RIZIN LANDMARK 11 |                    |  | 準決勝 超RIZIN.4 真夏の喧嘩祭り | 準決勝 超RIZIN.4 真夏の喧嘩祭り |  |  | 決勝 RIZIN | 決勝 RIZIN |
|  |                                     |                                     |                    |  |                                 |                                 |  |  |            |            |
|  |                                     |                                     |                    |  |                                 |                                 |  |  |            |            |
|  |                                     |                                     |                    |  |                                 |                                 |  |  |            |            |
|  | マレク・サモチュク                  | 3R終了                              |                    |  |                                 |                                 |  |  |            |            |
|  | マレク・サモチュク                  | 3R終了                              |                    |  |                                 |                                 |  |  |            |            |
|  | ダニエル・ジェームス                | 判定3-0                             |                    |  |                                 |                                 |  |  |            |            |
|  | ダニエル・ジェームス                | 判定3-0                             | マレク・サモチュク |  |                                 |                                 |  |  |            |            |
|  |                                     |                                     |                    |  |                                 |                                 |  |  |            |            |
|  |                                     | ジョゼ・アウグスト                  |                    |  |                                 |                                 |  |  |            |            |
|  | スダリオ剛                          | 3R終了                              |                    |  |                                 |                                 |  |  |            |            |
|  | スダリオ剛                          | 3R終了                              |                    |  |                                 |                                 |  |  |            |            |
|  | ジョゼ・アウグスト                  | 判定3-0                             |                    |  |                                 |                                 |  |  |            |            |
|  | ジョゼ・アウグスト                  | 判定3-0                             |                    |  |                                 |                                 |  |  |            |            |
|  |                                     |                                     |                    |  |                                 |                                 |  |  |            |            |
|  |                                     |                                     |                    |  |                                 |                                 |  |  |            |            |
|  | 上田幹雄                            | 1R 1:03                             |                    |  |                                 |                                 |  |  |            |            |
|  | 上田幹雄                            | 1R 1:03                             |                    |  |                                 |                                 |  |  |            |            |
|  | シビサイ頌真                        | KO                                  |                    |  |                                 |                                 |  |  |            |            |
|  | シビサイ頌真                        | KO                                  | 上田幹雄           |  |                                 |                                 |  |  |            |            |
|  |                                     |                                     |                    |  |                                 |                                 |  |  |            |            |
|  |                                     | アレクサンダー・ソルダトキン        |                    |  |                                 |                                 |  |  |            |            |
|  | プリンス・アウンアラー              | 3R終了                              |                    |  |                                 |                                 |  |  |            |            |
|  | プリンス・アウンアラー              | 3R終了                              |                    |  |                                 |                                 |  |  |            |            |
|  | アレクサンダー・ソルダトキン        | 判定3-0                             |                    |  |                                 |                                 |  |  |            |            |
|  | アレクサンダー・ソルダトキン        | 判定3-0                             |                    |  |                                 |                                 |  |  |            |            |